# Sanicula saxatilis
Sanicula saxatilis är en flockblommig växtart som beskrevs av Edward Lee Greene. Sanicula saxatilis ingår i släktet sårläkor, och familjen flockblommiga växter. Inga underarter finns listade i Catalogue of Life.